# Karel Bucháček
Karel Bucháček (21. ledna 1932 Praha – 5. prosince 2008) byl český matematik a fotograf známý převážně svými fotografiemi pražského Žižkova. 

## Životopis
Karel Bucháček se narodil 21. ledna 1932 v Praze. Jeho otec Karel Bucháček byl důstojníkem československé armády a ředitel leteckého vojenského ústavu v Praze Kbelích. Po studiu na ČVUT a Matematicko-fyzikální fakultě UK byl nejdříve krátce zaměstnán v Energoprojektu (1956), následně na Fakultě inženýrského stavitelství ČVUT (1956–1959) a ve Státním ústavu pro projektování hl. m. Prahy (1959–1960). Většinu svého profesního života však strávil na Československé akademii věd a fotografii se věnoval jako koníčku. Za svůj život neměl jedinou samostatnou výstavu a jeho fotografie tak znali jen jeho nejbližší. Změna nastala až po jeho smrti, kdy jeho synovec objevil archiv jeho fotografií a začal ho postupně digitalizovat a zveřejňovat. Většina jeho dochovaných fotografií pochází z období od invaze v srpnu 1968 do Sametové revoluce v listopadu 1989.
Dlouhodobě se věnoval tématu asanace Žižkova, výstavby pražského metra či sídlišť. Svým fotoaparátem zachytil i klíčové celospolečenské události, včetně invaze Vojsk Varšavské smlouvy, protirežimních demonstrací v Praze v letech 1988-1989 včetně dění na Národní třídě 17. listopadu 1989. Byl členem fotoskupiny Město, založené fotografem Františkem Dostálem. 
Jeho fotografie vyšly poprvé v roce 2022 v knize Přidušené město, kterou vydalo nakladatelství Positif. 

## Knihy
- BUCHÁČEK, Karel a POSPĚCH, Tomáš, Přidušené město. Positif, 2023. ISBN 978-80-87407-41-7